# You're Gonna Go Far, Kid
«You're Gonna Go Far, Kid» és el vint-i-tresè senzill de la banda californiana The Offspring, el segon extret del seu vuitè àlbum d'estudi Rise and Fall, Rage and Grace (2008).
De la mateixa forma que «Hammerhead», també fou interpretada en directe prèviament a la publicació de l'àlbum. Tingué bona rebuda als Estats Units on fou número 1 de la llista de rock modern, el tercer senzill de la banda en aconseguir aquesta després de «Come Out and Play» i «Hit That». Fou certificat per la RIAA amb un disc d'or per haver superat el mig milió de còpies venudes, però curiosament, l'àlbum no va rebre cap certificació.
El videoclip fou dirigit Chris Hopewell, qui ha dirigit videoclips de moltes altres bandes però que fins ara no havia col·laborat amb Offspring. Com el videoclip del senzill anterior, «Hammerhead», conté moltes imatges generades per ordinador (CGI) i cap material fotogràfic de la banda interpretant la cançó, però per contra, si que conté imatges en directe d'actors enregistrats amb càmera i amb efectes CGI.
La cançó va aparèixer en els videojocs musicals Tap Tap Revenge i Power Gig: Rise of the SixString, i també en els crèdits inicials de la pel·lícula Van Wilder: Freshman Year.

## Llista de cançons
| 1. | «You're Gonna Go Far, Kid» (edició ràdio) | 2:58 |

| 1. | «You're Gonna Go Far, Kid» (versió àlbum explícita) | 3:00 |
| 2. | «You're Gonna Go Far, Kid» (directe)                | 2:59 |
| 3. | «Hammerhead» (directe)                              | 4:36 |
| 4. | «You're Gonna Go Far, Kid» (videoclip)              | 4:36 |